# توماس جوردیر
توماس جوردیر (انگلیسی: Thomas Jordier؛ زادهٔ ۱۲ اوت ۱۹۹۴) ورزشکار دو و میدانی اهل فرانسه است.